# المولانگا، کتسالتنانگو
المولانگا، کتسالتنانگو (به اسپانیایی: Almolonga, Quetzaltenango) یک شهر در گواتمالا است که در استان کتسالتنانگو واقع شده‌است.

## خصوصیات
المولانگا ۲۰ کیلومترمربع مساحت و ۱۶٬۸۵۰ نفر جمعیت دارد و ۲٬۲۵۱ متر بالاتر از سطح دریا واقع شده‌است.